# Doftticka
Doftticka (Haploporus odorus) är en svampart som först beskrevs av Søren Christian Sommerfelt och som fick sitt nu gällande namn av Bondartsev & Singer 1944. Ett tidigare svenskt namn är nordlig anisticka.
Doftticka ingår i släktet Haploporus och familjen Polyporaceae.  Arten är reproducerande i Sverige. Inga underarter finns listade i Catalogue of Life.
Arten är fridlyst i Sverige. 

## Källor

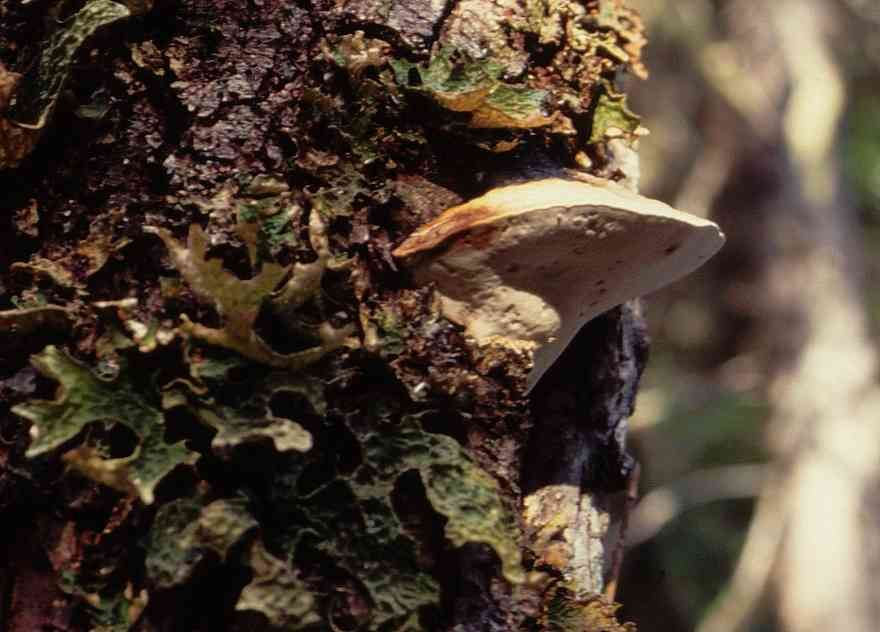